# Sonata per pianoforte n. 2 (Mozart)
La sonata per pianoforte n. 2 in fa maggiore, K. 280, fu scritta da Wolfgang Amadeus Mozart alla fine del 1774 e appartiene ad un ciclo di sei sonate per pianoforte (dalla K. 279 alla K. 284).
Il 2 novembre 1777 il compositore la eseguì nella casa di Christian Cannabich a Mannheim.

## Caratteristiche
L'opera appare fortemente influenzata dalla Sonata per pianoforte in fa maggiore di Haydn, che era stata pubblicata nel 1773 e che Mozart potrebbe aver conosciuto durante il suo soggiorno a Vienna fra il luglio e il settembre di tale anno. Come la sonata di Haydn, anche quella di Mozart dispone di un movimento centrale in fa minore in ritmo di siciliana indicato come Adagio.
Il primo movimento, Allegro assai, in forma sonata, è alquanto virtuosistico e presenta un tema principale composto da vari motivi contrastanti; il secondo tema è in terzine ed è caratterizzato da alcuni cromatismi.
Il secondo movimento, Adagio, è particolarmente espressivo e precorre le più importanti composizioni in tonalità minore del Mozart maturo nelle sue espressioni di dolore e di angoscia.
Il movimento finale, Presto, in contrasto con la cupezza del precedente Adagio, ha carattere sereno e scherzoso.